# João Paulo
João Paulo (Campinas, 1964. július 9. –) brazil válogatott labdarúgó.
A brazil válogatott tagjaként részt vett az 1987-es és az 1991-es Copa Americán.

## Statisztika
| Brazil válogatott | Brazil válogatott | Brazil válogatott |
| Időszak           | Mérk.             | gól               |
| ----------------- | ----------------- | ----------------- |
| 1987              | 3                 | 1                 |
| 1988              | 1                 | 0                 |
| 1989              | 2                 | 0                 |
| 1990              | 0                 | 0                 |
| 1991              | 11                | 3                 |
| Összesen          | 17                | 4                 |